# BMW Sauber F1 Team
|  | Aquest article tracta sobre l'actual equip des de 2005; vegeu Sauber per l'equip abans de la compra de BMW. |

BMW Sauber F1 Team és un equip de Fórmula 1 amb base a Hinwil, Suïssa sota mandat del fabricant BMW, el nom Sauber es deu a l'anterior amo i director de l'escuderia Peter Sauber. La primera temporada en què l'anterior equip va competir en la categoria va ser la de 1993. El 2006 és comprat per BMW, canvia de nom i comença de nou.
Amb la compra per part de BMW, l'equip usa totes les peces de la fàbrica alemanya de vehicles, després que la marca fos el proveïdor de motors de Williams F1.

## 2006
La majoria de patrocinadors de l'anterior equip segueixen en la nova i prometedora etapa de l'equip. Els tres patrocinadors principals de l'equip són Credit Suisse, Petronas i Intel. El cotxe és presentat el 17 de gener de 2006
En la temporada 2006, l'equip té en contracte a Nick Heidfeld, que prové de l'anterior equip BMW Williams; i el veterà Jacques Villeneuve a qui li quedava un any de contracte amb l'equip Sauber. A aquests dos pilots se'ls uneix el pilot de proves Robert Kubica.

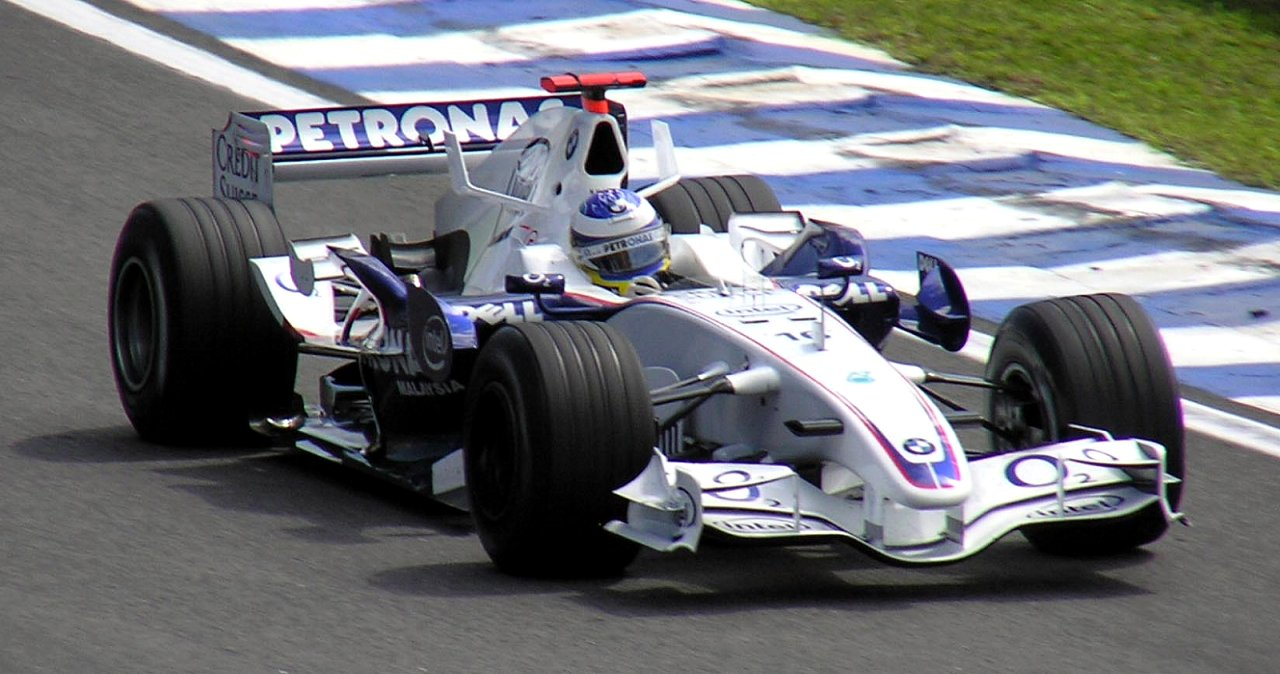
Nick Heidfeld en el Gran Premi del Brasil del 2006

En el Gran Premi d'Hongria de 2006 Villeneuve va ser reemplaçat per Kubica en haver sofert complicacions mèdiques després de l'accident que va sofrir en el Gran Premi d'Alemanya de 2006. L'endemà, BMW va emetre un comunicat en el qual anunciaven que ambdues parts havien arribat a un acord per finalitzar el contracte abans de temps, un moviment que ningú no esperava, ja que el pilot tenia contracte fins a final de temporada. En aquest mateix Gran Premi Nick Heifeld va aconseguir el primer pòdium per a l'escuderia. En el seu debut Robert Kubica va obtenir un setè lloc, però més tard va ser desqualificat perquè el seu cotxe no arribava al pes mínim.
Tanmateix, Kubica va aconseguir el segon pòdium per a l'escuderia en el Gran Premi d'Itàlia de 2006, amb una meritòria tercera plaça.
El cinquè lloc en el campionat de constructors va ser consolidat pels dos punts de Heidfeld en el Gran Premi de la Xina del 2006, i la retirada dels dos Toyota en el Gran Premi del Brasil del 2006.

## 2007

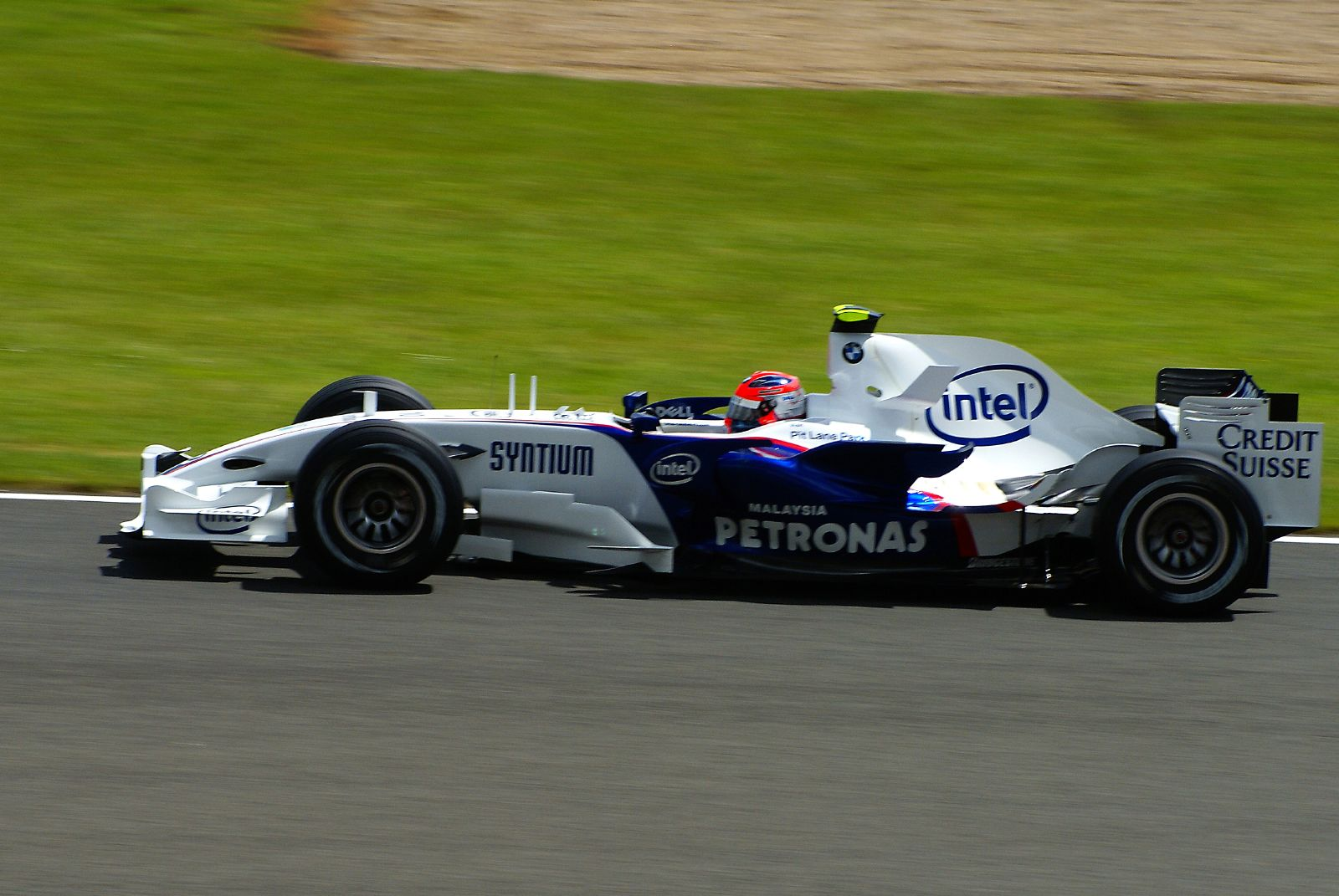
Robert Kubica en el Gran Premi de la Gran Bretanya del 2007.

BMW va confirmar els següents pilots: Nick Heidfeld i Robert Kubica com a titulars, a més de Sebastian Vettel i Timo Glock com a pilots de proves i de reserva. El cotxe va ser presentat de 16 de gener del 2007 a València. Fins ara els resultats obtinguts amb el monoplaça han estat més que satisfactoris en els entrenaments de la pretemporada.
El 10 de juny, durant el Gran Premi del Canadà del 2007, Robert Kubica va sofrir un gran accident, sent retirat i portat a l'hospital de Montreal per examinar-lo, encara que l'endemà va ser donat d'alta. El mateix dia BMW aconsegueix el seu tercer pòdium (el primer de la temporada), en finalitzar Nick Heidfeld en segona posició després de Lewis Hamilton i per davant de Alexander Wurz.
El seu reemplaçament per a la cursa següent, el Gran Premi dels Estats Units, va ser el jove alemany de 19 anys, Sebastian Vettel, que és el sisè pilot més jove de la història de la Fórmula 1 en debutar en un Gran Premi, en la cursa disputada en el Circuit d'Indianàpolis. Vettel va aconseguir un vuitè lloc en aquesta cursa, convertint-se en el pilot més jove de la història en sumar un punt. Després del Gran Premi d'Europa del 2007, va anunciar el seu fitxatge per l'equip Toro Rosso com a segon pilot. Amb tot, els problemes que van ocórrer a la campanya després de l'espionatge de McLaren Mercedes a l'equip Ferrari i la seva posterior exclusió li van donar el subcampionat mundial de constructors a BMW.

## 2008
BMW va confirmar els següents pilots per al 2008: Nick Heidfeld i Robert Kubica com a titulars, a més de Christian Klien i Marko Asmer com a pilots de proves i de reserva. El cotxe, el F1.08, va ser presentat de 14 de gener del 2008. Durant la pretemporada, el F1.08 va tenir alguns problemes d'estabilitat encara que van ser resolts, ja que en les dues primeres carreres|curses de la temporada (Austràlia i Malàisia), BMW ha aconseguit 2 segons llocs. En Austràlia, Nick Heidfeld va acabar segon i Robert Kubica va haver d'abandonar per un toc de Kazuki Nakajima quan rodava en la tercera posició després de partir en la 2a posició de la graella de sortida. En Malàisia va ser Kubica el que va acabar 2n i el seu company Nick Heidfeld va acabar la cursa en 6è lloc aconseguint la volta ràpida. En el Gran Premi de Bahrein, Kubica aconsegueix la primera pole de la història per a BMW i acaba la cursa tercer, resultat que amb la quarta plaça de Heidfeld va donar a la marca alemanya el lideratge del Mundial de Constructors. En les següents proves Ferrari, i, posteriorment McLaren Mercès el van superar. En el Gran Premi del Canadà, l'escuderia de Mario Theissen va aconseguir la seva primera victòria, a més d'un històric doblet, sent aquesta també la primera victòria de Robert Kubica i la d'un pilot polonès en tota la història de la Fórmula 1.
Durant el Gran Premi de França, els BMW, van sofrir problemes amb l'adherència dels neumàtics durant tot el cap de setmana, fet que va produir que Robert Kubica finalitzés la cursa en 5a posició, i que el seu company Nick Heidfeld, protagonitzés una de les actuacions més nefastes de BMW, acabant la cursa 13è. Després de França, tant Ferrari com BMW semblen haver perdut una mica el ritme (encara que Nick Hedfield acabés segon a Anglaterra) cosa que Mclaren aprofita al màxim amb dues victòries consecutives del subcampió del món, Lewis Hamilton. No seria fins al Gran Premi d'Europa a València on els BMW tornarien a agafar la forma amb un Robert Kubica 3r i un Nick Hedfield que per culpa d'una mala estrategia va acabar 9è. En el Gran premi de Bèlgica els BMW es van consolidar com la tercera escuderia per darrere de Ferrari i Mclaren Mercedes, amb un Nick Hedfield que va acabar 3r i un Robert Kubica que, per culpa d'uns problemes amb la mànega de la benzina durant la segona aturada a boxes, que li van fer perdre uns valuosos 7 segons, va acabar 6è. Al Gran Premi d'Itàlia Robert Kubica, amb una magnífica actuació, acaba 3r i Nick Heidfeld, també protagonitzant una excel·lent remuntada acaba 5è. La forta pluja caiguda durant el cap de setmana va portar seriosos problemes als tres equips capdavanters (Ferrari, McLaren i BMW Sauber); Felipe Massa va acabar la carrera 6è i Kimi Räikkönen 9è, i, els McLaren van quedar 2n Heikki Kovalainen i 7è Lewis Hamilton. La carrera la guanyaria Sebastian Vettel de Toro Rosso.